# Département d'Ischilín
Le département d'Ischilín est une des 26 subdivisions de la province de Córdoba, en Argentine. Son chef-lieu est la ville de Deán Funes.
Le département a une superficie de 5 123 km2. Sa population s'élevait à 91 091 habitants au recensement de 2001.

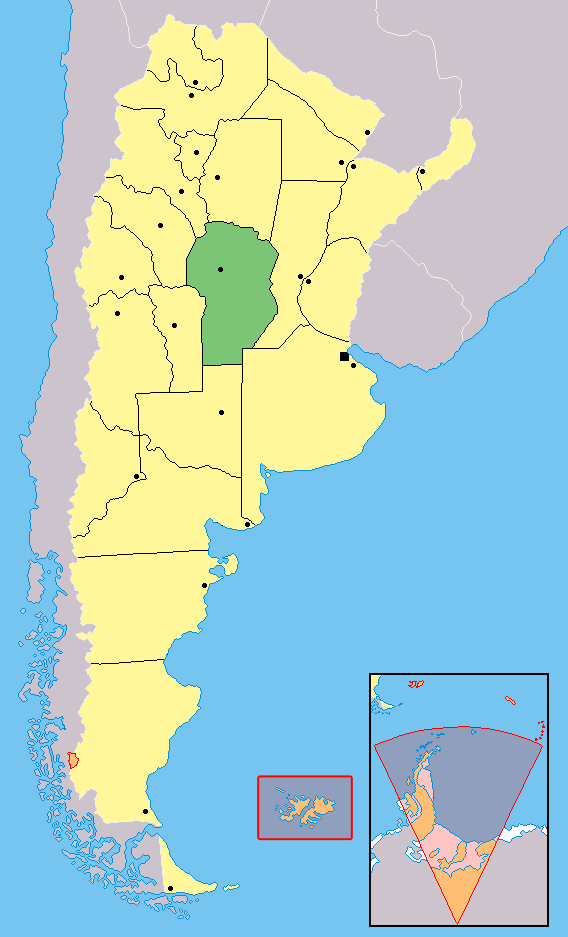
Localisation de la province de Córdoba en Argentine.